# Dectes texanus
Dectes texanus är en skalbaggsart som beskrevs av Leconte 1862. Dectes texanus ingår i släktet Dectes och familjen långhorningar. Inga underarter finns listade i Catalogue of Life.